# Aston Martin DBR9
Aston Martin DBR9 — перегоновий автомобіль, побудований Aston Martin Racing в 2005 році для участі в перегонах 24 години Ле-Ману.
Назва DBR9 походить від оригінального автомобіля-переможця змагань 24 години Ле-Мана — DBR1, який в свою чергу був названий на честь власника Девіда Брауна, який переміг не тільки у 24-годинних перегонах 1959 року, але й в World Sportscar.

## Розробка
Базуючись на стандартній моделі для доріг загального користування Aston Martin DB9, DBR9 зберігає шасі, блок двигуна і головки циліндрів двигуна V12 дорожньої моделі. Решта автомобіля є заново спроєктованою для використання в швидкісних змаганнях. Кузов DBR9 є сумішшю оптимальної аеродинамічної продуктивності і стилю моделі DB9. Всі кузовні панелі зроблені з вуглепластика (окрім даху) для мінімізації ваги автомобіля. Для завершення аеродинамічного кузова, дно машини є повністю плоским від переду до заднього дифузора. Для оптимізації задньої притискної сили було додане заднє антикрило з вуглепластику. Двигун видає 625 к. с. (466 кВт) і 746 Н⋅м (550 фунт⋅фут). DBR9 розганяється від 0 до 60 миль/год (97 км/год) за 3.4 секунди, а від 0 до 100 миль/год (161 км/год) за 6.4 секунд.
Для перегонів 24 години Ле-Ману 2007 року, Prodrive зробив модифікації для дизайну DBR9 не лише для покращення сили, але також для збільшення комфорту водія в кокпіті. Через нові запроваджені організаторами Ле-Ману правила, для DBR9 вимагали встановлення кондиціонера для запобігання перенапруження водіїв. Prodrive пішов далі, впровадивши жаростійкий білий дах на всі нові машини, щоб допомагати підтримувати температуру в кокпіті на належному рівні. Аеродинамічні модифікації передбачали видалення двох, тепер несуттєвих, охолоджувальних решіточок на капоті машини.

## Двигун
- 6.0 L DOHC 48v V12 625 к.с. 746 Нм